# يوحنا يانسن
يوحنا يانسن (بالهولندية: Johan Jansen)‏ (7 فبراير 1989 بارنيفيلد هولندا - ) هو لاعب كرة قدم هولندي يلعب كحارس مرمى.